# Црква Васкрсења Лазаревог у Мрковима
Црква Васкрсења Лазаревог у Мрковима, храм је из 1600. године и припада митрополији црногорско-приморској Српске православне цркве.
Овај храм Васкрсења четверодневног Лазара (Врбица) је једини храм у Митрополији црногорско-приморској посвећен овом празнику. По казивању пароха луштичког протојереја Николе Урдешића, храм су подигли његови преци.  Храм је грађен је од камена. Изнад врата је мала розета и звоник са једним звоном на преслицу. Полукружна олтарска aпсида има један прозор, а још су по два прозора на јужном и два на сјеверном зиду цркве.
Митрополит Амфилохије Радовић је у овом храму служио, на дан храмовне славе - Лазареву суботу (Врбицу), Литургије 27. марта 2010. године, као и 2016. године. Владика Методије Остојић (тада викарни владика диоклијски) је на дан храмовне славе, служио Литургију 2019. године.

## Галерија
- Западна (врата) и јужна страна цркве
- У порти (двориште цркве) је, као и у осталим црквама овога краја, обичај да постоје камене клупе. Оне су у овој цркви и уз зидове храма
- Дио унутрашњости цркве. Поглед кроз сјеверни прозор, ближе олтару
- Дио унутрашњости цркве. Поглед кроз јужни прозор, ближе олтару. Десно је икона Свете Недјеље
- Јужна страна цркве и црквена ограда са капијом